# Maxeys
Maxeys es un pueblo ubicado en el condado de Oglethorpe en el estado estadounidense de Georgia. En el censo de 2000, su población era de 210 habitantes.

## Demografía
En el 2000 la renta per cápita promedia del hogar era de $53,125, y el ingreso promedio para una familia era de $58,750. El ingreso per cápita para la localidad era de $16,227. Los hombres tenían un ingreso per cápita de $31,406 contra $22,750 para las mujeres.

## Geografía
Maxeys se encuentra ubicado en las coordenadas 33°45′26″N 83°10′26″O / 33.75722, -83.17389 (33.757304, -83.173873).
Según la Oficina del Censo, la localidad tiene un área total de 6,2 km² (2,4 mi²), de la cual 6,2 km² (2,4 mi²) es tierra y 0 km² (0 mi²) (0.00%) es agua.